# 白戸伸一
白戸 伸一（しらと しんいち、1952年 - ）は、日本の経営学者、商学博士。専門は商業史。
1974年に早稲田大学教育学部卒、同大学院修士課程修了後、沖縄大学、浦和大学を経て、2008年より明治大学国際日本学部教授、同学部長（2013年度）。

## 著作

### 単著
- 『近代流通組織化政策の史的展開』日本経済評論社、2004年

### 共著
- 『日英経済史』日本経済評論社、2006年
- 『近代日本流通政策史』白桃書房、2000年